# げんき一番
『げんき一番』はかつて福井放送（FBCラジオ）で放送していた朝の帯番組。1991年4月1日放送開始。番組内では「大和田ラジオ本舗 FBCラジオ 朝ワイド げんき一番」とよく言っていた。
放送時間は8時15分から12時20分まで。以前は8時20分開始だったが、2005年4月4日から「朝の歳時記」終了に伴って開始が5分前倒しになった。
2010年4月2日放送終了して5日より新番組良ーいドン!!がスタートした。

## パーソナリティ
- メインパーソナリティ　吉川圭一（月・金）　岩本和弘（火～木）　廣瀬隼也（一時期月を担当）
- アシスタント　堀内くみ子（月～金）

## ピンチヒッター
- メインパーソナリティ：廣瀬隼也、重盛政史、白石憲浩、吉川圭一（岩本和弘の出張のときなど。吉川はレギュラーだが自分の担当曜日以外に担当）
- アシスタント：阿部真由美、鶴渕さやか

## 過去のパーソナリティ
- メインパーソナリティ　重盛政史　粕谷康太郎　廣瀬隼也
- アシスタント　春木かおり　野村佳奈子　中塚美栄

## 2003年秋までの編成
げんき一番は月曜～木曜の放送。2003年春までは「重盛政史のげんき一番」として、重盛政史が毎日メインパーソナリティを務めた。金曜日は岩本の「ガンちゃんワールド」だった。
放送時間帯は7:00-11:00。うち7:00-9:00は「げんき一番～朝駆け情報」として、ニュース・気象・交通などの情報をコンパクトに放送しながら、全国ネットの番組をおり混ぜていった。うち、7時台はメインパーソナリティのみで番組を進行させ、話題のアンテナ 日本全国8時ですと朝の歳時記を挟んだ8:20からアシスタントが登場して、2人の進行になった。
2003年春からタイトルが「げんき一番」になり、パーソナリティは月曜・火曜が重盛、水曜・木曜が岩本になった。いずれもアシスタントは春木かおり。
2003年秋の改編で、毎日岩本の担当になり、放送時間が8時20分からになる。
アシスタントは2003年秋から春木（月～木）・野村（金）。2004年春から春木（月～水）・野村（木・金）。2004年秋から現在の割り当て。
2005年秋から春木（月・火）・野村（水・木）・中塚（金）。
2006年から堀内が月～金のアシスタントを務めている。
また、当時北日本放送で「相本商店」を担当していた高野知香子は、福井放送に在籍していたころ、げんき一番のアシスタントを担当したことがある。
2002年度には休日限定で「げんき一番 in holiday」（パーソナリティは岩本和弘・天谷由佳）を放送していた。

## 大まかな放送の流れ
- 8:15 - オープニング
- 8:20 - 朝の交通情報

- 8:25 - ニュースBOX
- 8:33 - 移動献血車情報
- 8:35 - ニュース早分かり
- 8:45 - モーニングミュージック
- 8:50 - 今日のお天気
- 8:55 - 県内今日の動き
- 9:00 - ニュース
- 9:05 - 今日はどんな日
- 9:10 - 週刊　ゲツスポ！（月）・ガンちゃんの　いこっさ　ローソン（火）
- 9:20 - くらしの天気情報
- 9:30 - ★北陸おもしろネット・向こう三県両ドナリ!（北陸放送・北日本放送の3局ネットで生放送）
- 9:50 - ラジオショッピング情報
- 10:00 - ニュース・天気予報
- 10:10 - 福運タイム　ベースボールルーレット
- 10:20 - 福井元気通信～県政ミニ情報（月・水・金）・ハーモニーホールだより（火・2・4週）・ミシンのお話（木・2・4週）
- 10:30 - ニュースBOX
- 10:35 - ラジオショッピング情報
- 10:45 - エコーメイト（リポーター：月・火ケイ（山崎啓子）、水～金田中みゆき）
- 11:00 - （時報）★永六輔の誰かとどこかで
- 11:10 - ★純喫茶・谷村新司
- 11:20 - ニュース
- 11:25 - 天気予報
- 11:30 - 若狭ほっと直送便
- 11:35 - 5・7・5日記
- 11:35 - FBCラジオショッピング（月・水・金）
- 11:45 - メモリアルセレクション～心にうるる
- 11:55 - 益茂証券・今日の株式市場（2009年3月まで）現在はお便り紹介
- 12:00 - 正午のニュース・天気予報
- 12:05ごろ -恒ちゃんとガンちゃんの福井を歌おう（火）・FBCふるさとリポーター（木）
- 12:10ごろ - お便り紹介
- 12:15ごろ - お別れの一曲・エンディング

- ★はネット番組
- 随時、ラジオカー「エコーメイト」からの生中継が入る。

## ベースボールルーレット
10時12分ごろから始まる「福運タイム・ベースボールルーレット」は、げんき一番の顔とも言える看板コーナーである。
まずはリスナーがあらかじめはがきを送って登録し（祝日は飛び入り参加なので電話受付、下記を参照されたい）、当選者の元へ電話がかかる。そして、パーソナリティの「第○球投げました！」の後に、リスナーが「打った！」と言う。ホームラン・ヒット・ゴロなどいろいろあるのだが、一振りで三振になったり、稀に第一球からトリプルプレーのスリーアウトになってゲームセットとなることがある。
参加賞として福運図書カード（以前は福運テレホンカード）がもらえる。また、リスナーの獲得した点数によって、お食事券・メガネ券・自転車引換券などをもらうことができる。
生電話ということからハプニングは付き物で「リスナーに電話をかけたのに留守だったので、その時間をトークで繋いだ」とか、「本人がいなかったので旦那さんや奥さんなどが『ピンチヒッター』を務めた」などといったエピソードがある。
また、夏休みなどの長期の休暇では子供の参加も多い。休日にはその日にちなんだ条件の人（こどもの日→子供限定、海の日→泳げない人限定、敬老の日→シニア限定）に参加資格があり、9時半までに1スタまで電話する。
ルーレットの内容が2008年春から変更になり、ランニングホームラン、セーフティバントやファウルが出ることもある。

## その他
- FBCのラジオ第一スタジオ（通称1スタ）から放送しており、正面玄関の鍵が開いていれば（開いている日→年末年始・祝日以外の平日）スタジオを見ることができる。祝日などに玄関が開いていないことを知らずに訪れるリスナーもいるが、スタジオの構造上、正面玄関脇からも中を見ることは可能で、休日にはお出かけ前にドライブスルーのように寄っていくリスナーもいるようである。
- ジングルのひとつに「Wake up Morning!　素敵な一日の始まり　げんき一番」というものがあるのだが、リスナーから「素敵な身内の始まり」に聞こえるというお便りがあった。このジングルはジャパネットたかたのOPソングを作詞作曲し、自ら歌っている恒見コウヘイによるものである。
- 現在、「重盛政史のげんき一番」とコールするジングルは一切使用されていない。
- げんき一番のオープニングなどに使用されている曲は恒見コウヘイが歌っている。
- 重盛は、「夕方いちばんプラス1」の夕刊マン（現在はゆーかん7本名ゆのせ徹朗）とよく間違えられた。
- 2008年7月24日には岩本和弘アナが高校野球福井県大会の実況のため11時まで担当しその後は重盛政史が久しぶりにげんき一番を堀内くみ子と担当した。
- 堀内くみ子が有給休暇水木金と休んだときは水曜日は阿部真由美が木金は鶴渕さやかが担当した。このときどぉ～ンと土曜日を担当していたため土曜日と勘違いしたリスナーが続出した。